# Mike Anderson (giocatore di football americano)
Michael Moschello Anderson, detto Mike (Winnsboro, 21 settembre 1973), è un ex giocatore di football americano statunitense che ha giocato nel ruolo di running back nella National Football League (NFL). Fu scelto nel corso del sesto giro (183º assoluto) del Draft NFL 2000 dai Denver Broncos. Al college ha giocato a football all'Università dello Utah.

## Carriera

### Denver Broncos
Anderson giocò per cinque stagioni con i Denver Broncos. Nella prima, quella del 2000, corse 1.487 yard, venendo premiato come rookie offensivo dell'anno. Nelle stagioni successive fu tormentato dagli infortuni, non scendendo mai in campo in quella 2004, dopo essersi rotto entrambi i muscoli dell'inguine in una partita di pre-stagione. Si rifece nel 2005 quando corse 1.014 yard in 15 gare, stabilendo diversi primati dell'epoca moderna della NFL (più lungo periodo di tempo dall'avere guidato la propria squadra in yard corse, più lungo periodo di tempo tra la prima e la seconda stagione da mille yard corse e maggior numero di stagioni trascorse tra due stagioni da mille yard consecutive). Il 1º marzo 2006, Anderson fu svincolato dai Broncos.

### Baltimore Ravens
Il 12 marzo 2006, Anderson firmò coi Baltimore Ravens. NEl 2006 fu il terzo running back nelle gerarchie della squadra, dietro Jamal Lewis e Musa Smith, terminando con un solo touchdown segnato. Il 27 febbraio 2008 i Ravens lo svincolarono, concludendo la sua carriera professionistica.

## Palmarès
- Rookie offensivo dell'anno - 2000
- PFWA All-Rookie Team - 2000

## Statistiche
| Yard su corsa      | 4.067 |
| Touchdown su corsa | 37    |